# Koninklijke Atletiek Associatie Gent (femminile)
Il Koninklijke Atletiek Associatie Gent Ladies (neerl. Reale Associazione Atletica Gent, fr. KAA La Gantoise), meglio noto come KAA Gent o più semplicemente Gent, è una squadra di calcio femminile, sezione dell'omonima società polisportiva belga di Gand, capoluogo delle Fiandre Orientali.
Fondata nel 1996 come KSK Cercle Melle, nel 2011 cambiò una prima volta denominazione assumendo il nome Melle Ladies, per divenire nel giugno dell'anno seguente la sezione di calcio femminile del Gent.

## Storia
La squadra venne istituita nel 1996 come sezione femminile del KSK Cercle Melle, società di calcio maschile con sede a Melle, e dall'anno successivo iscritta con la squadra titolare nella serie provinciale del campionato belga femminile di calcio. I risultati sportivi crebbero fino a ottenere la promozione alla più bassa divisione nazionale dopo solo due stagioni, a quel tempo denominata Tweede nationale.
Nel 2002, il nome del club, inclusa la sezione femminile, cambiò in Koninklijke Voetbalvereniging (KV) Cercle Melle. La squadra titolare riuscì a rimanere in Tweede nationale con risultati variabili, fino a classificarsi penultima nel 2006 retrocedendo di conseguenza in Derde klasse, rimanendovi una sola stagione e riconquistando la promozione in Tweede klasse.
Tornata alla categoria superiore il Cercle Melle ha ottenuto buoni risultati anche in Tweede klasse, con un terzo posto nella prima stagione dopo il ritorno e una stagione dopo, nel 2009, un secondo posto, ottenendo la possibilità di giocarsi la promozione in uno spareggio con Famkes Merkem, opportunità però sfumata a favore di quest'ultima. Anche la seconda squadra ha giocato quella stagione per la prima volta nella serie nazionale, inoltre il club ha iniziato con una terza squadra nelle serie provinciali.
Al termine della stagione 2010 il Cercle Melle raggiunse nuovamente la terza posizione per perdere competitività in quella successiva, finita con posizioni di media classifica ma ottenendo comunque la salvezza. Dopo quella stagione, la sezione femminile si staccò dal Cercle Melle e divenne una società indipendente prendendo la denominazione Melle Ladies e una nuova matricola (9582). Il club iniziò a giocare le partite interne negli impianti del Tenstar Melle. La prima stagione come club indipendente, il Melle conquistò subito il primo posto in Tweede klasse e la conseguente promozione in Eerste Klasse, l'allora primo livello, per la prima volta nella sua storia sportiva.
Nel corso 2012 vennero avviate le prime consultazioni con il Gent maschile per integrare la squadra nel club di Gand, riuscendo a sottoscrivere un accordo prima dell'inizio della stagione 2012-2013 che vede la squadra iscritta come KAA Gent Ladies, continuando tuttavia a giocare come club indipendente a Melle. Come KAA Gent Ladies, il club si iscrisse alla Eerste Klasse, da quella stagione divenuta il secondo livello belga dopo l'istituzione del campionato congiunto di primo livello tra Belgio e Paesi Bassi, la BeNe League. Il Gent ha concluso la stagione al terzo posto, tuttavia prima della stagione successiva causa la decisione del Zulte Waregem di iscriversi al livello inferiore, del rifiuto di passaggio di livello delle prime due classificate, le campionesse dell'Eva's Tienen e dell'Heist di partecipare alla BeNe League, il Gent ha l'occasione di iscriversi per la prima volta nel campionato femminile belga-olandese 2013-2014.
Quella prima partecipazione alla BeNe League si rivela ostica, con la squadra non in grado di compensare la diversa caratura tecnica delle avversarie che ha portato a un record di 21 sconfitte su 26 partite, ma nelle successive stagioni la squadra riesce lentamente a recuperare competitività. La stagione successiva, quella che sarà l'ultima della BeNe League, il Gent si classifica al nono posto, sopravanzando le connazionali Club YLA e OH Lovanio.
Con l'istituzione del nuovo campionato di primo livello nazionale, denominato Super League, alla sua prima stagione la squadra si è classificata al quarto posto piazzandosi anche per i play-off 1.
Anche le altre formazioni del Gent sono riuscite a risalire gradualmente la piramide della struttura nazionale del calcio femminile: nel 2015 il team B è salito in Eerste Klasse e nel 2016 il team C ha vinto la promozione in Tweede klasse. Insieme allo Standard Liegi, il Gent è stato quindi il primo club con una squadra A, B e C nei primi tre livelli del calcio femminile belga. Al termine della stagione 2016-2017 le tre squadre hanno raggiunto il loro miglior risultato: la squadra titolare si è classificata terza in Super League e si è aggiudicata la Coppa del Belgio, la squadra B è diventata campione della Eerste Klasse e la squadra C ha chiuso al settimo posto la Tweede klasse.

## Palmarès
- Coppa del Belgio: 2

2016-2017, 2018-2019

## Organico

### Rosa 2018-2019
| N. |                   | Ruolo | Calciatrice           |
| -- | ----------------- | ----- | --------------------- |
|    | Belgio (bandiera) | P     | Jana Vanhauwaert      |
|    | Belgio (bandiera) | D     | Anouk Bonarens        |
|    | Belgio (bandiera) | D     | Elien Van Wijnendaele |
|    | Belgio (bandiera) | D     | Taika De Koker        |
|    | Belgio (bandiera) | D     | Jody Vangheluwe       |
|    | Belgio (bandiera) | D     | Sheryl Merchiers      |
|    | Belgio (bandiera) | D     | Jody Vangheluwe       |
|    | Belgio (bandiera) | D     | Silke Vanwynsberghe   |
|    | Belgio (bandiera) | D     | Cloë Van Mingeroet    |
|    | Belgio (bandiera) | C     | Isabelle Iliano       |
|    | Belgio (bandiera) | C     | Chiara Steyvers       |

| N. |                   | Ruolo | Calciatrice           |
| -- | ----------------- | ----- | --------------------- |
|    | Belgio (bandiera) | C     | Amber De Priester     |
|    | Belgio (bandiera) | C     | Shari Van Belle       |
|    | Belgio (bandiera) | C     | Margeaux Van Ackere   |
|    | Belgio (bandiera) | C     | Kassandra Missipo     |
|    | Belgio (bandiera) | C     | Lenie Onzia           |
|    | Belgio (bandiera) | C     | Nicky Van Den Abbeele |
|    | Belgio (bandiera) | C     | Chloe Vande Velde     |
|    | Belgio (bandiera) | A     | Marie Minnaert        |
|    | Belgio (bandiera) | A     | Amber Maximus         |
|    | Belgio (bandiera) | A     | Elena Dhondt          |